# Cammarata
Cammarata est une commune italienne de la province d'Agrigente, dans la région de Sicile.

## Administration
| Période                                  | Période | Identité | Étiquette | Qualité |
| ---------------------------------------- | ------- | -------- | --------- | ------- |
|                                          |         |          |           |         |
| Les données manquantes sont à compléter. |         |          |           |         |

### Hameaux
Borgo Callea

### Communes limitrophes
Acquaviva Platani, Casteltermini, Castronovo di Sicilia, Mussomeli, San Giovanni Gemini, Santo Stefano Quisquina, Vallelunga Pratameno, Villalba